# Tommy Nutter
Tommy Nutter (Barmouth, 17 april 1943 - 17 augustus 1992 ) was een Britse modedesigner en kleermaker. Met zijn eigentijdse ontwerpen gaf Nutter het Britse maatpak in de jaren 1960-70 een nieuw elan. Tot de klanten behoorden beroemdheden als Mick Jagger, Cilla Black, Elton John en Twiggy. Op de cover van de LP Abbey Road van The Beatles dragen drie van de vier leden een kostuum van Nutter.
Tommy Nutter stierf in 1992 aan de gevolgen van Aids.